# یوناس مکاس
یوناس مکاس (لیتوانیایی: Jonas Mekas؛ زادهٔ ۲۴ دسامبر ۱۹۲۲ – درگذشته ۲۳ ژانویه ۲۰۱۹) یک کارگردان، شاعر و نویسنده اهل لیتوانی بود. از جمله فیلم‌هایی که مکاس کارگردانی نموده‌است می‌توان به امپایر (۱۹۶۴) اشاره کرد. وی همچنین برنده جوایزی همچون کمک هزینه گوگنهایم شده‌است. وی در رشته فلسفه در دانشگاه یوهانس گوتنبرگ تحصیل نمود. در پایان سال ۱۹۴۹ وی به همراه برادر به آمریکا مهاجرت کرد و در ویلیامزبرگ، بروکلین سکنی گزید.